# Campeonato mundial Sub 20 de hockey patines masculino de 2011
El V Campeonato mundial Sub 20 de hockey sobre patines masculino se celebró en Portugal en 2011, con la participación de quince Selecciones nacionales masculinas de hockey patines de categoría Junior, es decir, compuestas exclusivamente por jugadores menores de veinte años, todas ellas participantes por libre inscripción. Todos los partidos se disputaron en la ciudad de Barcelos.

## Clasificación final
| Posición | Equipo         |
| -------- | -------------- |
| 1        | España         |
| 2        | Portugal       |
| 3        | Italia         |
| 4        | Argentina      |
| 5        | Alemania       |
| 6        | Francia        |
| 7        | Chile          |
| 8        | Suiza          |
| 9        | Angola         |
| 10       | Colombia       |
| 11       | Inglaterra     |
| 12       | Sudáfrica      |
| 13       | Austria        |
| 14       | Estados Unidos |
| 15       | India          |

| Predecesor: Campeonato Mundial Sub 20 2009 | Campeonato mundial Sub 20 de hockey patines 2011 | Sucesor: Campeonato Mundial Sub 20 2013 |

- Datos: Q2954152